# NGC 3391
NGC 3391 este o galaxie spirală situată în constelația Leul. A fost descoperită în 1 aprilie 1864 de către Albert Marth.